# Lukas Ziesel

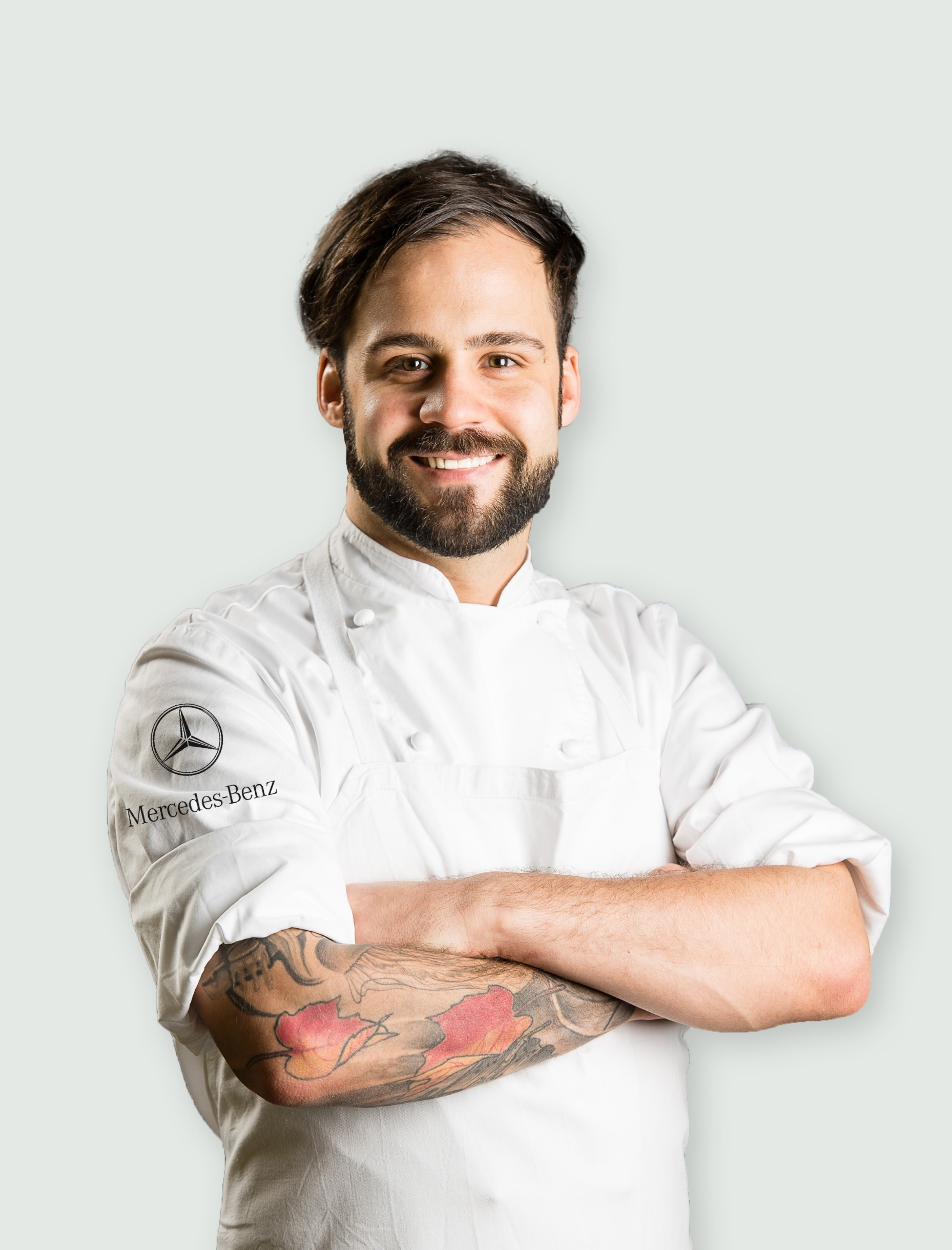
Luggi Ziesel (2020)

Lukas Ziesel (* 26. August 1987, auch bekannt als Luggi Ziesel) ist ein österreichischer Haubenkoch.

## Leben
Ziesel machte die Ausbildung zum Koch beim „Kirchenwirt“ in Leogang. Danach arbeitete er in verschiedenen Restaurants wie dem „Döllerer“, dem Tantris in München, im „Steirereck“, im Hyatt, „Jack London“ und „M1nt Club“ in Shanghai, und in der „Brasserie Rouge“ in Stockholm. 2015 wurde er Küchenchef der „Lisa Alm“.
Ziesel führt seit 2017 gemeinsam mit Harald Salzmann das Restaurant „Völlerei“ im historischen Hotel Hindenburg in Saalfelden am Steinernen Meer. Mit Markus Els und Patrick Müller gründete er 2018 die Gärtnerei „Bloom.s“, die Microgreen-Technologie nutzt, um frische Kräuter für die Gastronomie im Raum Salzburg zu jeder Jahreszeit anbauen zu können. Im August 2019 eröffneten Ziesel und Salzmann die Bar „Holifuk“ in Saalfelden.

## Auszeichnungen
- 2020: Top 50 Köche Österreichs[8]
- 2019: Zwei Gault-Millau-Hauben für die „Völlerei“[9]
- 2019: Top 10 Bars Österreich[8]
- 2019: Bierwirte des Jahres für „Völlerei“[10]